# Teresa (2010)
Teresa (no Brasil: Teresa) é uma telenovela mexicana produzida por José Alberto Castro para a Televisa e exibida pelo canal Las Estrellas entre 2 de agosto de 2010 a 27 de fevereiro de 2011 em 151 capítulos, substituindo Zacatillo, un lugar en tu corazón e sendo substituída por Ni contigo ni sin ti.
É um remake da telenovela homônima de 1959, escrita por Mimí Bechelani, e também da telenovela de mesmo nome exibida em 1989. Na época do lançamento, Teresa foi apontada como plágio da novela mexicana Rubí, de 2004. Vários sites apontam semelhanças entre as duas telenovelas. Mas isso é falso, pois as duas tramas são semelhantes pelo seu tema: ambição e sedução. Não há evidências e nem provas pelo suposto plágio, pelo simples motivo de que Teresa é uma obra mais antiga que Rubí.
Foi protagonizada antagonicamente por Angelique Boyer junto com Sebastián Rulli e Aarón Díaz, co-protagonizada por Ana Brenda Contreras, Daniel Arenas, Silvia Mariscal, Cynthia Klitbo e Fabiola Campomanes, com as atuações estelares de Juan Carlos Colombo, Mar Contreras, Issabela Camil e Fernanda Castillo e a trama ainda contou com Margarita Magaña, Manuel Landeta, Alejandro Nones, Felicia Mercado, Eugenia Cauduro e Raquel Olmedo como antagonistas.

## Enredo
Teresa Chávez (Angelique Boyer) é uma jovem bela e inteligente que procura desesperadamente sair da pobreza extrema do bairro onde vive. Apesar de ser bela e de ter o apoio e amor que recebe de seus pais, ela vive resentida da vida miserável que a deixou sem sua irmã Rosa (Jéssica Segura), então planeja usar sua beleza como método para entrar no mundo luxuoso ao que tanto quer pertencer. Nem sequer o fato de ter como noivo Mariano (Aarón Diaz), um rapaz pobre da vizinhança que a adora, fazem com que Teresa mude sua maneira de pensar e seu caráter ambicioso e egoísta.
Por isso, estudando no colégio de luxo onde é bolsista, conhece Paulo (Alejandro Nones), um jovem rico e muito popular entre todas as estudantes. Teresa, vendo nele sua grande oportunidade de entrar no mundo de ricos que sempre sonhou, termina com Mariano e, com seus encantos, conquista Paulo de imediato, mas sempre lhe escondendo sua origem humilde e dizendo que na verdade é muito rica. Paulo lhe propõe casamento, mas ao descobrir a mentira de Teresa, termina o compromisso matrimonial mas oferece a ela seguir a seu lado como seu amante, Teresa se nega e então ele fica noivo de Aída (Margarita Magaña), outra estudante do colégio e pior inimiga de Teresa pois tem inveja de ela ser linda e conseguir conquistar todos os homens. Aída também é bela mas é egoísta e superficial que conta com a ajuda de seu pai Rubens (Manuel Landeta) que mantém um caso com Esperança (Fabiola Campomanes) uma jovem enfermeira que acredita em suas promessas de amor.
Paulo e Aída humilham Teresa, exibindo em público sua pobreza e suas mentiras, por isso ela decide se vingar, jura que jamais voltará a ser pisoteada e terá o que deseja, sem se importar de que maneira nem a que custo. Teresa torna-se amiga de seu professor Arthur de la Barrera (Sebástian Rulli), um prestigioso advogado, que propõe pagar a sua carreira por ser a melhor aluna de sua turma e sabendo que ela não tem dinheiro para pagar uma universidade. Agora, ela se dedica a conquistá-lo. No entanto, ao ver que sua amiga Aurora (Ana Brenda Contreras) se apaixonou por Mariano, ela, cheia de ciúmes, volta com ele. Simultaneamente, Teresa afasta Arthur de Paloma (Issabela Camil), sua ex-noiva que o abandonou anos atrás e que agora voltou arrependida e disposta a reconquistá-lo.
Ao ver que Mariano demorará muito em fazer carreira e dinheiro, decide ficar definitivamente ao lado de Arthur, então mente pra ele dizendo que é muito infeliz ao lado de seus pais. Luisa (Fernanda Castillo), a irmã de Arthur, se compadece dela e a leva para viver em sua casa. Ali finalmente, Teresa enlouquece Arthur de amor.
Teresa termina sua carreira e Arthur a propõe casamento, os dois se casam mas o casamento deles fracassa pois Arthur tem muitos ciúmes de Mariano e Paloma tenta reconquistar Arthur, motivo pelo qual é infiel a Teresa com Paloma. Paloma descobre que Teresa dormiu com Mariano antes de se casar com Arthur, e marca um encontro com ele para dizer, mas ao chegar ao encontro é atropelada por uma caminhonete e morre no hospital. Teresa descobre a traição de Arthur e eles quase se divorciam, mas Arthur lhe oferece levá-la à Europa e ela aceita. Lá, ela começa a sentir carinho por Arthur e começa a se esquecer de Mariano.
Passa o tempo e Teresa tem um acidente que a deixa paralisada do corpo para salvar a vida de Arthur. Ao se recuperar, Arthur e Teresa ficam mais apaixonados ainda, mas ele descobre o que houve entre Teresa e Mariano e que ela só o quer por seu dinheiro. Então Arthur aproveita o fato de estar em uma crise econômica, e coloca Teresa à prova, o levando pra viver na vizinhança de onde saiu; ela descobre sobre a prova e a aceita, pois está apaixonada por Arthur de verdade. Cansada da crise, Teresa procura melhorar sua posição econômica para viver novamente feliz com Arthur e com dinheiro, por isso seduz Fernando (Daniel Arenas), o noivo multimilionário de Luísa, que é um mulherengo. Teresa se aproveita disso para deixá-lo louco por ela e o faz romper seu compromisso com Luísa dias antes do casamento.
Numa luta entre o que sente e sua incontrolável ambição pelo dinheiro, Teresa deixa-se levar por esta última, fingindo por Fernando um amor que, com toda a claridade, parece não sentir; mas Oriana (Raquel Olmedo), a mãe de Fernando, se opõe constantemente a ela e está decidida a fazer o que seja para separa-los, inclusive tirar a fortuna de seu filho. Teresa inicia os trâmites de seu divórcio com Arthur, para poder se casar com Fernando e ter o dinheiro que sempre quis. Ela consegue que Fernando lhe ceda ações em algumas de suas empresas e às escondidas as vende e quando por fim recebe o dinheiro da venda, deixa Fernando dizendo que não o ama.
Arthur sofre um acidente automobilístico e é auxiliado por um camponês, o qual o leva a seu rancho e lá Arthur se encontra gravemente ferido; Teresa descobre e vai em busca dele. O acha e o transfere ao hospital, aí Teresa percebe que o ama e que não pode estar sem ele.
Finalmente, depois de negar suas raízes humildes chegando inclusive a dizer que seus pais tinham morrido, toda sua família e amigos ficam contra ela, a deixando sozinha. Teresa muda sua atitude e decide mudar para ser uma pessoa melhor, doa todo o dinheiro que tirou de Fernando à fundação de Paloma procurando o perdão dele, mas ele se nega. Depois de aceitar que está sozinha, já em sua casa, sobe ao seu quarto e abraça o urso que Arthur lhe deu de presente; depois aparece Arthur, levanta-a do chão, a abraça e beija.

### Finais alternativos
Foram apresentados no programa "Hoy" na segunda, 28 de fevereiro de 2011:
- Final alternativo Nº 1: Já em sua casa, Teresa percebe que ficou completamente só, sobe ao seu quarto e abraça o urso que ganhou de Arthur com muita paixão até que decide ir embora dessa casa e iniciar uma nova vida, dias depois ela começa a trabalhar como secretária em uma empresa, e a apresentam seu novo chefe, ele diz a ela que a espera em seu escritório, ela desabotoa sua blusa, fazendo que seu decote fique aberto e vai até lá, enquanto diz sua característica frase : "Ser, ou não ser, e eu sou".
- Final alternativo Nº 2: Já em sua casa, Teresa percebe que ficou completamente só, sobe ao seu quarto e abraça o urso que ganhou de Arthur com muita paixão até que Fernando chega ao quarto reclamando sua traição e que por sua culpa sua mãe estava doente e que ele havia perdido a mulher que amava, atira nela no abdômen, a bala atravessa seu corpo e Teresa cai e consegue abraçar de novo seu urso, e finalmente morre, olhando para os olhos de Fernando.

## Elenco
| Intérprete             | Personagem                                                           |
| ---------------------- | -------------------------------------------------------------------- |
| Angelique Boyer        | Teresa Chaves De la Barrera                                          |
| Sebastián Rulli        | Arthur De la Barrera                                                 |
| Aarón Díaz             | Mariano Sanches Suárez                                               |
| Ana Brenda Contreras   | Aurora Alcazar Coronel                                               |
| Margarita Magaña       | Aída Cáceres                                                         |
| Fernanda Castillo      | Luísa De la Barrera                                                  |
| Daniel Arenas          | Fernando Moreno Guijarro                                             |
| Cynthia Klitbo         | Joana Godoy de González                                              |
| Fabiola Campomanes     | Esperança Medina                                                     |
| Manuel Landeta         | Rubens Cáceres Muro                                                  |
| Felicia Mercado        | Genoveva de Alba                                                     |
| Alejandro Nones        | Paulo Castelhanos de Alba                                            |
| Silvia Mariscal        | Regina Chaves                                                        |
| Juan Carlos Colombo    | Armando Chaves Gomes                                                 |
| Issabela Camil         | Paloma Duenas                                                        |
| Toño Mauri             | Dr. Hernán Ledesma Macías                                            |
| Dobrina Cristeva       | Mayra Cáceres                                                        |
| Alejandro Ávila        | Roberto González                                                     |
| Raquel Olmedo          | Oriana Guijarro de Moreno                                            |
| Mar Contreras          | Lúcia Alvares Granado                                                |
| Luis Fernando Peña     | João Antônio Gomes Domingues (Johnny)                                |
| Gloria Aura            | Patricia Nájera Valverde / Patrícia Nájera Valverde de Medina (Paty) |
| Patricio Borghetti     | Martín Robles Ayala                                                  |
| Jessica Segura         | Rosa Chaves Aguirre (Rosinha)                                        |
| Óscar Bonfiglio        | Dr. Heitor Alcazar                                                   |
| Juan Sahagún           | Ramon Sanches                                                        |
| Guillermo Zarur        | Porfírio Valverde                                                    |
| Juan Diego Covarrubias | Júlio Artigas                                                        |
| Eugenia Cauduro        | Vanessa Coronel de Alcazar                                           |
| Hugo Aceves            | Rodolfo "Nico" Mendes Lopes                                          |
| Joana Brito            | Marisa de Medina                                                     |
| Willebaldo López       | Pedro Medina                                                         |
| Mario Arellano         | Hugo Medina                                                          |
| Rodrigo René           | Pablo "Pablinho" Medina                                              |
| Alejandra Adame        | Florência Romero de Terreros / Florência Duenas Cibeles              |
| Elena Torres           | Magda Villagrán                                                      |
| María Pía              | Ivonne                                                               |
| Mauricio García-Muela  | Saul                                                                 |
| Roberto Romano         | Raul Velez                                                           |
| Felipe Nájera          | Hugo, amante de Vanessa                                              |
| María Dolores Oliva    | Dona Gema                                                            |
| Eduardo Carabajal      | Dário                                                                |
| Ivonne Herrera         | Lena                                                                 |
| Tere Salinas           | Eva                                                                  |
| Heidi Balvanera        | Sasha                                                                |
| Montserrat de León     | Griselda                                                             |
| Sofía Castro           | Sofia                                                                |
| Alejandra Jurado       | Dra. Alemão                                                          |
| Toño Infante           | Fausto González                                                      |
| Benjamín Islas         | Inspetor de polícia                                                  |
| Talía Marcela          | Margarida de Sanz                                                    |
| Francisco Calvillo     | O Turco                                                              |
| José María Negri       | Dr. Hernández                                                        |
| Enrique del Olmo       | Juan Ramón Téllez                                                    |
| Elsa Cárdenas          | Diretora da Fundação Paloma                                          |
| Milia Nader            | Estilista                                                            |

## Exibição

### No México
Em novembro de 2010, o elenco e a produção se reuniu em um restaurante para comemorar o sucesso da telenovela. O mesmo ocorreu novamente para assistirem o último capítulo. As fotos do encontro foram divulgadas em 1 de março de 2011. O último capítulo teve duração de duas horas, transmitido num domingo, foi a primeira novela das 18 horas que teve o seu final exibido neste dia.
Voltou a ser exibida pelo seu canal original em duas ocasiões: a primeira de 8 de janeiro a 20 de abril de 2018 em 75 capítulos, substituindo Lo que la vida me robó e sendo substituída por Mi corazón es tuyo, ao meio-dia, e a segunda vez de 3 de julho a 20 de outubro de 2023 em 80 capítulos, substituindo Soñadoras e sendo substituída por El privilegio de amar, às 14h30.
Foi reprisada pelo canal TLNovelas de 1 de junho a 11 de setembro de 2020, substituindo Yo no creo en los hombres e sendo substituída por Rubi.

### No Brasil
Foi exibida pelo canal pago TLN Network de 24 de novembro de 2014 a 23 de junho de 2015 substituindo Feridas de Amor e sendo substituída por As Tontas Não Vão ao Céu.
Foi exibida pelo SBT de 5 de outubro de 2015 a 11 de abril de 2016, em 136 capítulos, substituindo Coração Indomável e sendo substituída por Abismo de Paixão.
Em 1 de agosto de 2015, através do Twitter, Ana Brenda Contreras ajudou na campanha para transmissão da telenovela no SBT. O SBT alterou parte da abertura original para colocar os créditos dos dubladores embaixo, que passaram a ser obrigatórios. Com o tempo, também reduziu o tempo de duração da mesma.
Foi reprisada pela primeira vez pelo SBT de 8 de outubro de 2018 a 23 de abril de 2019, em 141 capítulos, substituindo a inédita Que Pobres tão Ricos e sendo substituída pela também inédita A que Não Podia Amar, com um final alternativo, sendo exibido a morte de Teresa. Nessa reprise, a novela, que até então mantinha o selo "não recomendado para menores de 10 anos", foi reclassificada como "não recomendado para menores de 12 anos" em 21 de janeiro de 2019.
Atualmente a novela está disponível no catálogo do serviço de streaming Prime Video, da Amazon.
No dia 25 de julho de 2022, se torna a primeira novela mexicana a entrar para o catalogo do Vix no Brasil.
Foi exibida pelo canal TLN Network, em Angola e Moçambique de 27 de fevereiro a 22 de setembro de 2023 substituindo Coração que Mente e sendo substituída por A Dona.
Foi reprisada pela segunda vez no SBT de 22 de janeiro a 29 de julho de 2024, em 135 capítulos, sendo substituída por Quando Me Apaixono, reinaugurando a faixa das 14h15, que havia sido desativada em outubro de 2023 com a primeira temporada de Rebelde. Não foi ao ar em 13 de fevereiro de 2024 devido à exibição do especial Feriadão SBT. Assim como na reprise de 2018-2019, essa exibição também contou um final alternativo, agora com Teresa virando secretária e iniciando uma nova vida de golpes.

## Audiência

### No México
Teve média de 18.5 pontos e é até hoje a maior audiência do horário.
O último capítulo bateu recorde com 32.9 pontos de média, vencendo em peso a concorrência com o Óscar, sendo este o final de telenovela de maior audiência da década. É um dos títulos mais assistidos através de streaming.

### No Brasil
Exibição Original
Estreou no SBT marcando uma média considerada boa pelos padrões da emissora. Na Grande São Paulo, a telenovela marcou 8 pontos no IBOPE, superando sua antecessora Coração Indomável, garantindo a vice-liderança isolada e sendo um dos assuntos mais comentados no Twitter.  O segundo capítulo marcou 8 pontos de média no IBOPE, o dobro de audiência da principal concorrente, a Rede Record. O quarto capítulo marcou 7,3 pontos de média, o triplo da audiência da principal concorrente. Em 15 de janeiro de 2016, teve até então sua maior audiência, com 8,6 pontos de média e 9.4 de pico.
Em 29 de fevereiro de 2016, marcou sua maior audiência, registrando 9,9 pontos de média e picos de 11,5 pontos, mesmo número alcançado no dia 28 de março de 2016, junto com a estreia de sua sucessora, Abismo de Paixão.
Repetiu o recorde no seu penúltimo capitulo, exibido no dia 8 de abril de 2016, quando marcou 9,9 pontos de média, 18,2% de share e picos de 11 pontos, ficando na vice-liderança isolada. Seu último capitulo exibido no dia 11 de abril de 2016 na Grande São Paulo teve 10,8 pontos de média, share de 17% e 11,4 pontos de pico, ficando na vice-liderança isolada, e sendo a maior audiência de último capitulo de uma novela mexicana registrada desde 2006. Já no Rio marcou 11,5 de média à picos de 13 pontos. Sua média geral foi de 7.6 pontos.
Primeira reprise
A reprise da novela iniciou com 6,0 pontos de média. No segundo capítulo, marcou 6,1 pontos. No terceiro capítulo, marcou 5,6 pontos.  No feriado de 12 de outubro, marcou seu pior índice até então, 4,3 pontos. Nos dias 16 de outubro e 14 de novembro, registrou 6,6 pontos, sua maior audiência até então. Em 24 e 25 de dezembro, a telenovela registra outro índice negativo, 4,2 pontos. Em 31 de dezembro, a telenovela registra seu pior índice, 3,3 pontos.
A reprise começou a registrar na maioria das vezes 5 pontos de média, chegando a 6 em alguns momentos, acumulando inúmeras derrotas para o Cidade Alerta da RecordTV, situação que não era vista nem mesmo na exibição original em 2015. Além disso, muitos fãs da novela criticaram a escolha pela reprise da novela, pois não seria o momento adequado para ser reprisada.
Em 22 de março, registra 6,6 pontos. Em 27 de março bateu seu recorde e registrou 7,4 pontos. Em suas últimas semanas, a telenovela começou a registrar entre 6 e 7 pontos de média, chegando a 8 de pico em alguns momentos. Em 8 de abril, registrou sua maior audiência sendo impulsionada pela estreia de A que Não Podia Amar com 7,9 pontos.  No dia seguinte, bateu recorde marcando 8.4 pontos, sendo impulsionada pelo segundo capitulo de A que Não Podia Amar. Em 11 de abril, registrou 8,6 pontos. Seu penúltimo capítulo registrou 9,0 pontos, marca que não era vista desde a reta final de Coração Indomável. Já seu último capitulo registrou a sua maior audiência com 9,6 pontos. Teve média geral de 5,86 pontos. Apesar de não repetir o mesmo sucesso da exibição original e ficar abaixo do esperado para o horário, que era de 7 pontos, a novela recuperou consideravelmente parte do público perdido.
Segunda reprise
Reestreou com 1,5 ponto, ficando em quarto lugar. O segundo capítulo registrou 2,4 pontos. Em 12 de fevereiro de 2024 registrou 2,5 pontos. No dia 14, registrou 2,9 pontos. Em 7 de março registrou 3,2 pontos. No dia 22, registrou 3,6 pontos. No dia 28, registrou 3,7 pontos. No dia 17 de abril registrou 3,9 pontos, chegando ao pico de 4,7 pontos. No dia 12 de julho registrou 4 pontos, chegando a assumir a vice-liderança por alguns minutos. No dia 25, registrou 5,3 pontos, chegando ao pico máximo de 5,9 e share de 12,5%, assumindo a vice-liderança em boa parte de sua exibição, além de fechar em um empate técnico contra a Record na média final, sendo superada pela concorrente com uma diferença de 0,1% dos televisores ligados, algo que não acontecia há bastante tempo na faixa em que era exibida. O último capítulo registrou 4,2 pontos. Teve média geral de 3,1 pontos, aumentando uma boa parte dos números do horário das 14h15.

## Produção

### Escolha do elenco
As atrizes que foram cotadas para ser a protagonista da trama foram Sherlyn, Ana Layevska, Ana Brenda Contreras, Allisson Lozz e Maite Perroni. No entanto, o diretor José Alberto Castro teve que decidir entre Aracely Arámbula e Angelique Boyer para ser a protagonista. Angelique acabou ganhando a personagem. Para interpretar o personagem Mariano, primeiramente foi pensado em Eugenio Siller. Porém, o personagem acabou ficando com Aarón Díaz. Eduardo Santamarina chegou a ser cotado para o protagonista. No entanto, o personagem ficou com Sebastián Rulli.

### Gravações

#### Início

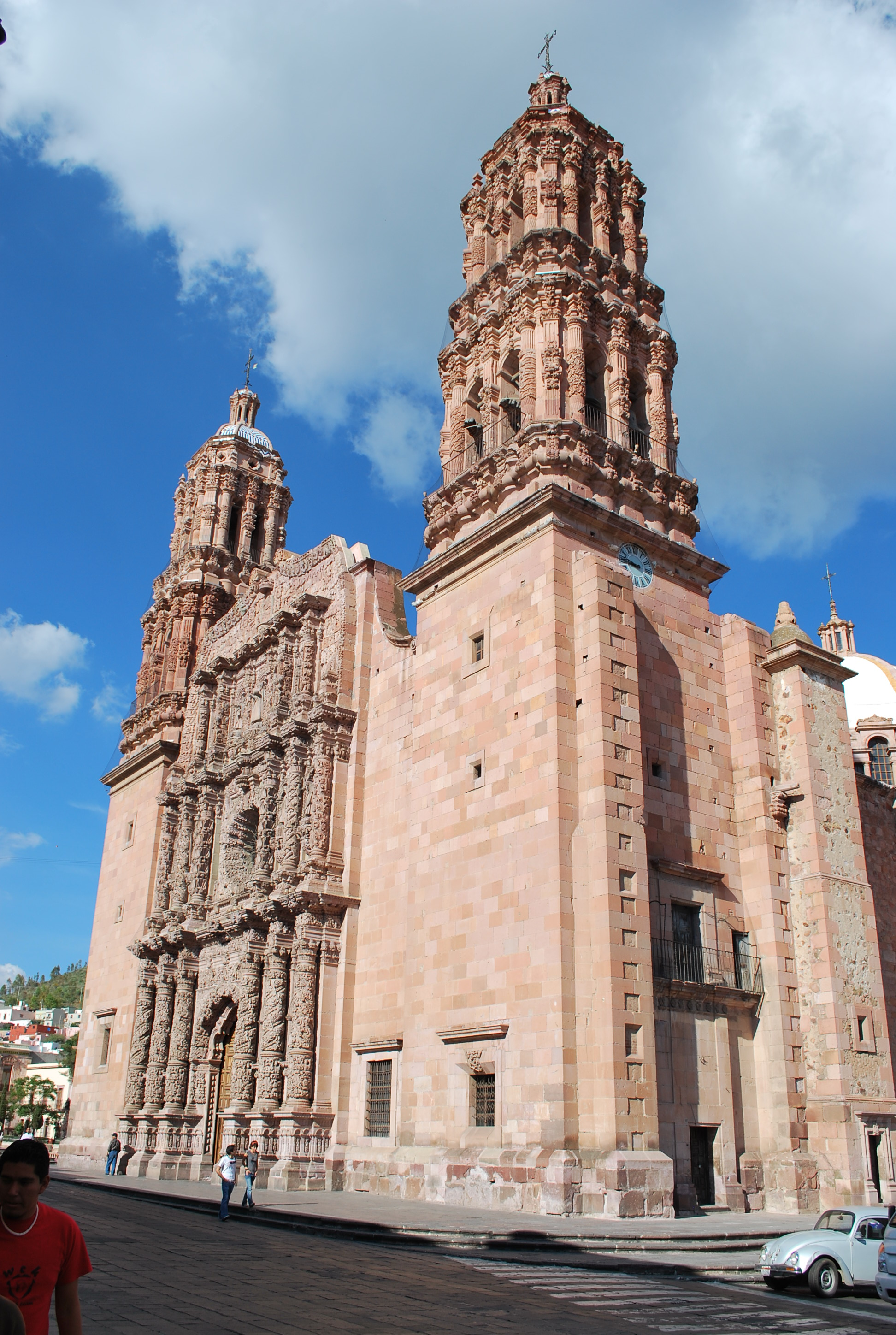
A cena do casamento foi gravada na Catedral Basílica de Zacatecas.

Para celebrar o início das gravações, foi feita uma missa pela Igreja Católica, onde estiveram presentes o elenco e parte da produção de Teresa. As gravações se iniciaram no dia 15 de junho de 2010, terminando após oito meses, um dia antes do último episódio ser transmitido no México. Estavam presentes 25 membros da equipe de produção, com o apoio da Secretaría de Turismo do Estado de Zacatecas para difundir os pontos turísticos. Os sets de filmagens foram instalados para não chamarem a atenção do público, mas durante as pausas nas gravações, alguns espectadores conseguiram fotos e autógrafos.

#### Percusso
As cenas na casa da Aurora foram feitas em cinco horas de gravações na cidade de Cuernavaca. Segundo Castro, "A importância deste evento é que ele irá revelar as  nuances dos seres humanos, Teresa, a mulher moderna que apesar de ter ambições mais excessivas, também tem sentimentos e moral ligados à realidade que a leva a se render o amor de sua vida". Durante cinco dias, parte do elenco viajou para gravar algumas cenas no estado de Quintana Roo, dentre elas, algumas nas praias de Cancún. Dentre outros locais de gravações distribuídos nos municípios de Guadalupe e Zacatecas, estão incluídos os Museus de Rafael Coronel e Plazuela Goitia, os hotéis Mesón de Jobito e Quinta Real, os restaurantes La Garufa e Acrópolis, o Teleférico de La Alameda e o Centro histórico Cerro de la Bufa.

#### Problemas
Em Leonardo Da Vinci e Van Dyck, na Cidade do México, os moradares reclamaram dos caminhões da Televisa que estavam estacionados nas ruas estreitas, embargando o trânsito. Em novembro de 2010, durante as gravações, o diretor José Alberto Castro se queixou da falta de profissionalismo do ator Aarón Díaz. Por meio do seu Twitter, ele reclamou do fato do ator ter faltado um compromisso de trabalho. Assim que leu a mensagem, o ator se indignou pelo fato da mensagem ter vindo a público, pois segundo ele esses assuntos são particulares e logo explicou as razões da sua ausência. Logo após o ocorrido, o diretor se desculpou.

### Roteiro
Sobre as críticas que estavam sendo feitas em comparação com as outras versões de Teresa, José Alberto Castro disse que "há histórias que são universais, elas não têm tempo e esta é uma delas. [...] Questionar o retorno para fazer uma nova versão, é a mesma questão da indústria cinematográfica para Scarface na década de 80 e neste momento esta história é mais adequada para época que nós estamos vivendo." Ele ainda completou , dizendo que há várias gerações "que merecem ver essa história."
Faltando três dias para o fim da telenovela, Castro disse que ainda não tinha o rumo do final da trama e que ele seria ainda feito em uma reunião com o resto da produção. Ele queria um final mais adequado em relação as outras versões de Teresa. Sebastián Rulli também apoiou a ideia de outro final.

## Lançamento em DVD
O lançamento em DVD foi feito sob licença pela Vivendi em 12 de janeiro de 2012 nos Estados Unidos e também na mesma data, foi exportado, com distribuído feita pela Televisa para o Canadá e França. No Reino Unido, o mesmo DVD foi classificado como um dos mais vendidos na Amazon.com, mesmo sendo distribuído em seu idioma original, espanhol, com legendas em língua inglesa e sendo encontrados problemas em alguns países da Europa, devido ao código do DVD ser da região 1.
A primeira versão em mídia física contém a telenovela reduzida de sua duração total de cerca de 6000 para 500 minutos, distribuídos em 4 discos. Para reduzir a duração do enredo, o foco da edição é para o elenco principal.

## Trilha sonora
Em 27 de outubro de 2014, o tema de abertura de Teresa, interpretado por Gloria Trevi, foi eleito como um dos seis melhores pelo Latin Post.
| Música                   | Intérprete          | Tema de:                                              |
| ------------------------ | ------------------- | ----------------------------------------------------- |
| Esa hembra es Mala       | Gloria Trevi        | Abertura                                              |
| Teresa                   | Aarón Díaz          | Teresa                                                |
| De mi                    | Camila              | Aurora & Mariano                                      |
| A Donde vamos parar      | Marco Antonio Solis | Teresa & Mariano / Teresa & Paulo / Teresa & Arthur / |
| No puedo dejar de Amarte | Aarón Díaz          |                                                       |
| Llegaste tú              | Jesse & Joy         |                                                       |
| Espacio Sideral          | Jesse & Joy         |                                                       |
| Rosa pastel              | Belanova            |                                                       |
| Niña bonita              | Chino & Nacho       |                                                       |
| Si tu no vuelves         | Miguel Bosé         |                                                       |
| Cadena de oro            | Cabas               |                                                       |

## Prêmios e Indicações

### TV Adicto Golden Awards
| Categoria                                          | Indicados           | Resultados |
| -------------------------------------------------- | ------------------- | ---------- |
| Melhor canção                                      | Gloria Trevi        | Venceu     |
| Revelação feminina                                 | Angelique Boyer     | Venceu     |
| Prêmio especial pelo aprimoramento de um ator      | Luis Fernando Peña  | Venceu     |
| Prêmio especial para novela que se superou na hora | José Alberto Castro | Venceu     |

### PremioTvyNovelas 2011
| Categoria                    | Indicados            | Resultados |
| ---------------------------- | -------------------- | ---------- |
| Melhor Telenovela            | José Alberto Castro  | Indicado   |
| Melhor Atriz Protagonista    | Angelique Boyer      | Venceu     |
| Melhor Ator Protagonista     | Sebastián Rulli      | Indicado   |
| Melhor Atriz Antagonista     | Margarita Magaña     | Indicado   |
| Melhor Ator Antagonista      | Manuel Landeta       | Indicado   |
| Melhor Atriz Co-Protagonista | Ana Brenda Contreras | Indicado   |
| Melhor Tema Musical          | Gloria Trevi         | Indicado   |

### Prêmios Bravo2011
| Categoria    | Pessoa          | Resultado |
| ------------ | --------------- | --------- |
| Melhor atriz | Angelique Boyer | Venceu    |
| Melhor ator  | Sebastián Rulli | Venceu    |

### Premios People en Español 2011
| Categoria         | Telenovela                      | Resultado |
| ----------------- | ------------------------------- | --------- |
| Melhor telenovela | Melhor telenovela               | Indicado  |
| Melhor atriz      | Angelique Boyer                 | Indicado  |
| Melhor ator       | Aarón Díaz                      | Indicado  |
| Melhor ator       | Sebastián Rulli                 | Indicado  |
| Revelação do Ano  | Alejandro Nones                 | Indicado  |
| Casal do Ano      | Angelique Boyer Aarón Díaz      | Indicado  |
| Casal do Ano      | Angelique Boyer Sebastián Rulli | Indicado  |

### Kids Choice Awards México 2011
| Categoria                                  | Pessoa          | Resultado |
| ------------------------------------------ | --------------- | --------- |
| Personagem feminino favorito de uma série  | Angelique Boyer | Indicado  |
| Personagem masculino favorito de uma série | Aarón Díaz      | Indicado  |
| Vilã favorita                              | Angelique Boyer | Indicado  |
| Frase favorita                             | Silvia Mariscal | Venceu    |

### Prêmios ACE 2012
| Categoria                 | Telenovela      | Resultado |
| ------------------------- | --------------- | --------- |
| Melhor atriz              | Angelique Boyer | Venceu    |
| Melhor ator               | Sebastián Rulli | Venceu    |
| Melhor direção televisiva | Mónica Miguel   | Venceu    |

## Outras Versões
- Teresa (1959), versão original mexicana e protagonizada por Maricruz Olivier;
- Teresa (1965), versão brasileira e protagonizada por Geórgia Gomide;
- Teresa (1989), versão mexicana e protagonizada por Salma Hayek.

## Série de TV
No começo de Agosto de 2016, foi confirmado que o canal americano Starz encomendou uma série baseada na telenovela Teresa. Uma parceria entre a Lionsgate e a Televisa, a série assim como a novela mostrará uma ambiciosa jovem latina tentando melhorar sua vida em Los Angeles. E nada vai impedi-la nessa busca por dinheiro e poder. Por enquanto, nenhum nome foi anunciado no elenco.